# 茸木达乡
茸木达乡，是中华人民共和国四川省阿坝藏族羌族自治州壤塘县下辖的一个乡镇级行政单位。

## 行政区划
茸木达乡下辖以下地区：
茸木达村、巴生村、甲拉村、啄昆村、牙格车村、洞窝村和学尔盖村。